# Lâm Nghị Phu
Lâm Nghị Phu hay Justin Yifu Lin (sinh 15 tháng 10, 1952 tại Nghi Lan, Đài Loan) là một kinh tế gia Trung Quốc và Nhà kinh tế trưởng và Phó Tổng giám đốc của Ngân hàng Thế giới.
Phu đào thoát sang Trung Quốc đại lục năm 1979 khi 26 tuổi, khi đó ông là cấp chỉ huy đơn vị đóng ở đảo Kim Môn ngay sát bờ biển đại lục. Ông đã bơi hai cây số để vào đến lục địa. Lâm Nghị Phu đến Trung Quốc đúng vào thời điểm quốc gia này thay đổi chính sách kinh tế dưới thời Đặng Tiểu Bình và đã có các đóng góp quan trọng vào việc cải tiến nền kinh tế Trung Quốc trước khi ra ngoại quốc. Ông được đề cử vào chức vụ trưởng kinh tế gia của Ngân hàng Thế giới vào tháng 2 năm 2008.
Trong nhiều năm, Trung Hoa Dân Quốc không chính thức đưa Lâm Nghị Phu vào danh sách đào tị mà chỉ là "mất tích" vì trường hợp của ông bị coi là một sự xấu hổ cho chính quyền Đài Loan nhưng vào năm 2002 đưa ông vào danh sách truy nã với lý do đào tị sau khi nộp đơn xin về Đài Loan dự đám táng cha. Giới hữu trách cảnh cáo rằng ông có thể bị truy tố. Ở Đài Loan, tội bỏ trốn sang hàng ngũ địch quân có thể lãnh án tử hình.
Ngày 24 tháng 7 năm 2009, Bộ Quốc phòng Đài Loan tuyên bố sẽ duyệt xét trường hợp đào tị của Lâm Nghị Phu. Trường hợp này được xem lại sau khi một cơ quan thanh tra chính phủ nói rằng Bộ Quốc phòng đã để vấn đề kéo dài quá lâu. "Chúng tôi sẽ xét lại trường hợp của Lâm Nghị Phu vào thời điểm thuận tiện," theo lời phát ngôn viên Ngu Tư Tổ. Bộ Quốc phòng Đài Loan có hai tháng để giải quyết trường hợp này.